# Operação Galaxia
A Operação Galaxia foi o nome em código dado a um plano prévio ao golpe de estado de 23-F na Espanha. O nome provém do fato de os oficiais que participaram nele se reunirem na antiga Cafetaria Galaxia, em Madrid a 11 de Novembro de 1978, para deter os processos constitucionalistas que estavam ocorrendo na Espanha nesse momento. Foi eleita essa data porque o rei Juan Carlos I estaria de viagem oficial no México. As três pessoas encarregadas da operação eram o tenente-coronel Antonio Tejero, o capitão da polícia armada Ricardo Sáenz de Ynestrillas, bem como outro coronel cujo nome é desconhecido.
Um capitão de infantaria da polícia e um comandante de infantaria da Armada estavam presentes na conversação, e informaram aos seus superiores do complot.
A 8 de maio de 1980, os dois suspeitos principais, Tejero e Ynestrillas, foram julgados. Embora o fiscal pedisse seis anos para Tejero e cinco para Ynestrillas,  apenas foram condenados a sete meses e um dia, e seis meses e um dia, respectivamente. Nenhum de eles perdeu o seu posto militar, mesmo Ynestrillas foi posteriormente sido promovido a Comandante.